# Tjuvforsen
Tjuvforsen var en strid fors i Ljusnan nordväst om Sveg. Sedan 1970-talet är den överdämd av Svegssjön. I folkmun uppges forsen vara uppkallad efter en tjuv som drunknat efter att blivit jagad i forsen av ett byuppbåd från Äggen. Att rida Tjuvforsen ansågs som en stor utmaning och mandomsprov under flottningsepoken. Siste kände forsrännare före överdämningen var Jack "Dykar-Jack" Johansson.